# Nero Wolfe (serie televisiva 1981)
Nero Wolfe (Nero Wolfe) è una serie televisiva statunitense in 14 episodi trasmessi per la prima volta nel corso di una sola stagione nel 1981. È basata sulle avventure dell'investigatore Nero Wolfe, personaggio creato dallo scrittore statunitense Rex Stout.

## Personaggi
- Nero Wolfe (14 episodi, 1981), interpretato da	William Conrad.
- Archie Goodwin (14 episodi, 1981), interpretato da	Lee Horsley.
- Fritz Brenner (14 episodi, 1981), interpretato da	George Voskovec.
- Theodore Horstmann (14 episodi, 1981), interpretato da	Robert Coote.
- ispettore Cramer (12 episodi, 1981), interpretato da	Allan Miller.
- Saul Panzer (11 episodi, 1981), interpretato da	George Wyner.
- Pete Drossos (2 episodi, 1981), interpretato da	David Hollander.

## Produzione
La serie fu prodotta da Paramount Television e girata negli studios della Paramount a Los Angeles in California.

### Registi
Tra i registi della serie sono accreditati:
- George McCowan (6 episodi, 1981)
- Edward M. Abroms (3 episodi, 1981)

## Distribuzione
La serie fu trasmessa negli Stati Uniti nel 1981 sulla rete televisiva NBC. 
In Italia è stata trasmessa con il titolo Nero Wolfe su Rai Due. La sigla italiana Il mondo fu scritta ed interpretata da Gianni Averardi, ex-componente della band Il Giardino dei Semplici. Il 45 giri (lato b: L'America sta qui) fu lanciato dalla Fonit Cetra in concomitanza con la messa in onda della serie. Romano Musumarra, all'epoca membro de La Bottega dell'Arte, curò la produzione, gli arrangiamenti e la realizzazione del singolo.
Alcune delle uscite internazionali sono state:
- negli Stati Uniti il 16 gennaio 1981 (Nero Wolfe)
- in Svezia il 11 settembre 1981 (Nero Wolfe, privatdetektiv)
- in Francia il 28 marzo 1982 (L'homme à l'orchidée)
- in Spagna (El detective Nero Wolfe)
- in Italia il 24 dicembre 1981 (Nero Wolfe)

## Episodi
| Stagione       | Episodi | Prima TV USA |
| -------------- | ------- | ------------ |
| Prima stagione | 14      | 1981         |

Sebbene la serie fosse intitolata Rex Stout's Nero Wolfe, solo alcune delle trame erano effettivamente tratte da opere di Stout. Furono adattati, con diversi gradi di fedeltà all'originale, cinque romanzi (I ragni d'oro, Peggio che morto, Nelle migliori famiglie, Non ti fidare e Invito a un'indagine) e un racconto (Prima di morire, adattato con il titolo Una figlia in prestito). L'episodio Appuntamento con la morte incorpora alcuni elementi da Nero Wolfe contro l'FBI. L'episodio Alle porte di casa è accreditato come adattamento del racconto Trappola esplosiva, ma non ha alcuna somiglianza visibile con l'originale.